# Arrats
Arrats – rzeka we Francji, przepływająca przez tereny departamentów Pireneje Wysokie, Górna Garonna, Gers oraz Tarn i Garonna, o długości 131 km. Stanowi dopływ rzeki Garonny.